# Cachoeira de Paulo Afonso
Cachoeira de Paulo Afonso är ett vattenfall i Brasilien. Det ligger i den östra delen av landet, 1 300 km nordost om huvudstaden Brasília. Cachoeira de Paulo Afonso ligger 162 meter över havet.
Terrängen runt Cachoeira de Paulo Afonso är huvudsakligen platt. Cachoeira de Paulo Afonso ligger nere i en dal. Närmaste större samhälle är Paulo Afonso, 1,6 km sydväst om Cachoeira de Paulo Afonso. 
Omgivningarna runt Cachoeira de Paulo Afonso är huvudsakligen savann. Runt Cachoeira de Paulo Afonso är det ganska tätbefolkat, med 67 invånare per kvadratkilometer.